# Pedostrangalia emmipoda
Pedostrangalia emmipoda là một loài bọ cánh cứng trong họ Cerambycidae.